# 代滕海姆
代滕海姆是德国巴登-符腾堡州的一个市镇。总面积30.89平方公里，总人口6504人，其中男性3280人，女性3224人（2011年12月31日），人口密度211人/平方公里。